# Bataille de Campo Tenese
Troisième Coalition
Batailles
Batailles navales
- Rocher du Diamant (1805)
- Cap Finisterre (1805)
- îles Chausey (1805)
- Trafalgar (1805)
- Cap Ortegal (1805)

Campagne d'Allemagne (1805) : opérations en Bavière - Autriche - Moravie
- Donauwörth
- Wertingen
- Günzburg
- Haslach-Jungingen
- Memmingen
- Elchingen
- Nerenstetten
- Neresheim
- Ulm
- Ried
- Lambach
- Bodenbichl
- Steyr
- Amstetten
- Mariazell
- Dürenstein
- Hollabrunn (Schöngrabern)
- Wischau
- Austerlitz

Campagne d'Italie (1805) : Opérations en Italie du Nord
- Vérone
- Caldiero
- Forano
- Castelfranco Veneto

Invasion de Naples (1806)
- Gaète
- Campo Tenese
- Maida
- Lauria
- Maratea
- Amantea
- Mileto

La bataille de Campo Tenese eut lieu le 9 mars 1806 entre deux divisions de l'armée de Naples, sous le commandement du général Jean Reynier, représentant le prétendant au trône de Naples Joseph Bonaparte, et l'armée royale napolitaine, défendant Ferdinand IV de Naples, sous le commandement du général Roger de Damas. La bataille eut lieu dans le cadre de l'invasion du royaume de Naples de 1806 et verra une victoire décisive française.
L'armée napolitaine se désintégrant, en proie à une importante désertion à la suite de sa défaite.

## Histoire
Après la décision du roi Ferdinand, souverain du royaume de Naples et de Sicile, de s'allier à la Troisième Coalition contre Napoléon et la victoire décisive de ce dernier à la bataille d'Austerlitz, Napoléon envahit le royaume de Naples en février 1806 (la seconde invasion française en sept ans).
L'Italie du Sud représente la clef du contrôle méditerranéen pour les Britanniques, car l'approvisionnement de l'île de Malte, dernier bastion britannique au sein de la mer qui permet un lien avec les territoires orientaux, dépend grandement de la Sicile, le royaume de Naples étant lui-même dépendant du Royaume-Uni où il fait près de 5 % de ses exportations.
En plus du désir de voir cette entente rompue, les Français cherchent à étouffer économiquement la Grande-Bretagne par le blocus continental, pouvant par la même occasion rendre la position de Malte intenable et ainsi expulser les Britanniques de la Méditerranée. S'ajoute à cela la fin du règne des Bourbons au profit d'un membre de la famille de Napoléon, Joseph Bonaparte. Ce dernier est installé sur le trône lorsque Naples tombe le 15 février. En mars 1806, seules la forteresse de Gaète et la Calabre, où s'est réfugiée l'armée napolitaine, résistent encore aux Français.
Le 9 mars, l'armée française engage une série d'escarmouches : l'armée napolitaine est défaite et la plupart des hommes se rendent, changent de côté, ou se sauvent en Sicile sous la protection des Anglais.
Le lendemain de la bataille, Joseph Bonaparte devient le nouveau roi du royaume de Naples napoléonien, séparant la Sicile (où Ferdinand continue à régner) du continent.